# Opération Trikora
L'opération Trikora est une opération militaire indonésienne menée en 1961 et 1962 qui vise à s’emparer du territoire néerlandais d'outre-mer de la Nouvelle-Guinée néerlandaise et à l’annexer. Après des négociations, les Pays-Bas signent avec l’Indonésie le 15 août 1962 l’accord de New York, cédant le contrôle de la Nouvelle-Guinée occidentale à l'Organisation des Nations unies.

## Contexte
Lorsque le reste des Indes orientales néerlandaises est devenu pleinement indépendant en tant qu’Indonésie en décembre 1949, les Néerlandais ont conservé leur souveraineté sur la partie occidentale de l’île de Nouvelle-Guinée et ont pris des mesures pour la préparer à l’indépendance en tant que pays séparé. Les Néerlandais et certains dirigeants de Papouasie occidentale ont fait valoir que le territoire n’appartenait pas à l’Indonésie parce que les Papous occidentaux étaient ethniquement et géographiquement séparés des Indonésiens, avaient toujours été administrés séparément et que les Papous occidentaux ne voulaient pas être sous contrôle indonésien. De son indépendance en 1949 jusqu’en 1961, l’Indonésie a tenté sans succès de prendre le contrôle de la Nouvelle-Guinée occidentale par le biais des Nations unies. Depuis la révolution nationale indonésienne, les nationalistes indonésiens considéraient la Nouvelle-Guinée occidentale comme une partie intrinsèque de l’État indonésien. Ils ont également soutenu que la Nouvelle-Guinée occidentale (Irian Barat) appartenait à l’Indonésie et était illégalement occupée par les Néerlandais,.
Depuis 1954, l’Indonésie avait lancé sporadiquement des raids militaires en Nouvelle-Guinée occidentale. Après l’échec des négociations aux Nations unies, le président de l’Indonésie, Soekarno, a intensifié la pression sur les Pays-Bas en nationalisant les entreprises et les domaines appartenant à des Néerlandais et en rapatriant les ressortissants néerlandais. Ces actions ont accru les tensions entre l’Indonésie et les Pays-Bas, qui ont entraîné une forte réduction des échanges commerciaux entre les deux pays. Après une longue période de harcèlement des diplomates néerlandais en Indonésie, l’Indonésie a officiellement rompu ses liens avec les Pays-Bas en août 1960. L’Indonésie a également accru sa pression militaire sur la Nouvelle-Guinée néerlandaise en achetant des armes à l’Union soviétique et au bloc de l’Est. Au cours des années suivantes, le gouvernement de Soekarno est devenu dépendant du soutien militaire soviétique.
Le 19 décembre 1961, Soekarno décrète la création du Triple Commandement du Peuple ou Tri Komando Rakyat (Trikora) afin d’annexer, avant le 1er janvier 1963, ce que l’Indonésie appelle l’Irian occidental. Le commandement opérationnel de Trikora devait s’appeler le Commandement du Mandala pour la libération de l’Irian occidental (Komando Mandala Pembebasan Irian Barat) avec le major-général Soeharto (le futur président de l’Indonésie) comme commandant. En préparation de l’invasion planifiée, le commandement Mandala a commencé à faire des incursions terrestres, aériennes et maritimes dans l’ouest de l’Irian,. En conséquence, l’Indonésie a commencé une politique de confrontation avec les Néerlandais pour le contrôle de la Nouvelle-Guinée occidentale. Soekarno s’est également lancé dans une politique de « mobilisation progressive » pour préparer la nation à exécuter ses ordres.
Alors que les États-Unis, le Royaume-Uni et l’Australie se sont rangés du côté des revendications des Pays-Bas sur la Nouvelle-Guinée occidentale et étaient opposés à l’expansionnisme indonésien, ils n’étaient pas disposés à engager un soutien militaire aux Néerlandais. Les Pays-Bas n’ont pas été en mesure de trouver un soutien international suffisant pour leur politique en Nouvelle-Guinée. En revanche, Soekarno a réussi à rassembler le soutien de l’Union soviétique et de ses alliés du Pacte de Varsovie, ainsi que du Mouvement des non-alignés. En réponse aux revendications indonésiennes, les Pays-Bas ont accéléré le processus de mise en œuvre de l’autonomie de la Papouasie occidentale à partir de 1959. Ces mesures comprenaient la création d’un Conseil législatif de Nouvelle-Guinée en 1960, la création d’hôpitaux, l’achèvement d’un chantier naval à Manokwari, le développement de sites de recherche agricole et de plantations, et la création du Corps des volontaires papous pour défendre le territoire,.

## Préparation

### Militaire
L’Indonésie a commencé à chercher des armes à l’étranger en réponse au conflit avec les Pays-Bas. N’ayant rien obtenu des États-Unis (l’adhésion des Pays-Bas à l’OTAN en était la raison possible), le général Nasution s’est rendu à Moscou en décembre 1960 pour négocier avec le gouvernement soviétique ce qui s’est finalement avéré être un achat d’armes de 2,5 milliards de dollars. Les livraisons ultérieures qui ont découlé de cet accord ont conduit les Forces armées indonésiennes (TNI) à se vanter que l’Indonésie avait la force aérienne la plus puissante de l’hémisphère sud.
Les États-Unis n’ont pas soutenu la reddition de l’Irian occidental à l’Indonésie, car le Bureau des affaires européennes considérait qu’il s’agissait d’un acte d’échange d’une puissance occupante contre une autre. Cependant, en avril 1961, Robert Komer et McGeorge Bundy ont commencé à préparer des plans pour les Nations unies afin de donner l’impression que la reddition à l’Indonésie était légale. Bien qu’à contrecœur, le président John Fitzgerald Kennedy a finalement soutenu ces plans, craignant que, sans le soutien des États-Unis, les Indonésiens ne s’enracinent davantage dans le bloc soviétique.
L’Indonésie a acheté divers types d’équipements militaires, y compris 41 hélicoptères Mil Mi-4 et neuf Mil Mi-6, 30 Mikoyan-Gourevitch MiG-15, 49 MiG-17, dix avions de combat MiG-19 et 20 MiG-21, 12 sous-marins de classe Whiskey, 12 bateaux lance-missiles de classe Komar et un croiseur de classe Sverdlov de l’ancienne marine soviétique qui a été rebaptisé KRI Irian). Parmi les types de bombardiers, il y avait 22 bombardiers légers Iliouchine Il-28, 14 bombardiers moyens à longue portée Tupolev Tu-16 et 12 versions maritimes d’avions Tu-16 équipés pour lancer les missiles antinavires AS-1 Kennel. Parmi les types d’avions de transport, il y avait 26 avions de transport léger Iliouchine Il-14 et Avia-14, six Antonov An-12 et dix avions de transport tactique Lockheed C-130 Hercules.

### Bases aériennes
Pour atteindre la supériorité aérienne, les premiers préparatifs entrepris par l’armée de l'air indonésienne (AURI) ont été de réparer les bases aériennes endommagées par la guerre, qui seraient utilisées pour des opérations d’infiltration et des opérations normales sur le continent de l’Irian occidental. Les bases aériennes et les pistes d’atterrissage qui étaient communes le long des frontières des Moluques et de l’Irian occidental, étaient des reliques de la présence impériale japonaise. Ces bases aériennes et pistes d’atterrissage ont été utilisées pour la dernière fois en 1945 et étaient depuis tombées en ruine.

### Implication soviétique
Le soutien soviétique à l’Indonésie a joué un rôle crucial dans la fin du conflit en Nouvelle-Guinée. Grâce au soutien des sous-marins et des bombardiers soviétiques, les forces militaires indonésiennes pouvaient lancer en toute confiance une attaque contre les troupes néerlandaises. En réponse à la présence soviétique, les États-Unis ont fait pression sur les Pays-Bas pour qu’ils abandonnent le contrôle de la Papouasie occidentale. Au plus fort de la guerre froide, il était stratégiquement essentiel que l’Indonésie reste en dehors de la sphère d’influence soviétique, ce qui a rendu les États-Unis disposés à prendre des mesures pour assurer une relation neutre ou amicale avec l’Indonésie. En imposant le transfert de la Nouvelle-Guinée, les États-Unis pourraient maintenir le régime de Soekarno amical, bien qu’ils ne soutiennent pas les Pays-Bas, ce qui a finalement cédé la place à la pression américaine et à la menace d’une attaque contre la Nouvelle-Guinée. Le soutien soviétique était secret (les « volontaires » portant des uniformes indonésiens) cependant, le ministre des Affaires étrangères indonésien Subandrio a laissé la volonté soviétique de fournir activement un soutien militaire fuiter à Howard P. Jones, l’ambassadeur américain à Jakarta, selon les mémoires de Nikita Khrouchtchev. L’amiral Sudomo a révélé dans un article de journal en 2005 que six sous-marins soviétiques ont soutenu les opérations amphibies alors qu’ils étaient stationnés à Bitang, dans l’est de Célèbes, chargés d’attaquer la flotte néerlandaise à Manokwari. Le commandant du sous-marin Rudolf Ryzhikov a rappelé dans un article russe qu’il avait reçu l’ordre le 29 juillet de l’amiral Sergueï Gorchkov de patrouiller dans une zone de combat à l’ouest de la Nouvelle-Guinée et de couler tout navire après minuit le 5 août,,. L’officier de marine et historien Matthijs Ooms a montré dans son document maître que le service de renseignement naval néerlandais, MARID (Marine Inlichtingendienst), a reçu des informations à l’été 1962 selon lesquelles les équipages soviétiques étaient équipés de sous-marins indonésiens et de bombardiers Tupolev,. Dans ses mémoires, Nikita Khrouchtchev a admis que pendant la crise de la Nouvelle-Guinée occidentale, le personnel soviétique avait commandé des sous-marins indonésiens et piloté des Tu-16.

### Diplomatie
L’Indonésie a approché des pays comme l’Inde, le Pakistan, l’Australie, la Nouvelle-Zélande, la Thaïlande, le Royaume-Uni, l’Allemagne de l'Ouest et la France pour s’assurer que ces pays ne soutiendraient pas les Pays-Bas dans un conflit potentiel entre les Pays-Bas et l’Indonésie. Lors de l’Assemblée générale des Nations unies en 1961, le Secrétaire général des Nations unies, U Thant, a demandé à Ellsworth Bunker, un diplomate américain, de soumettre des propositions pour résoudre le problème du statut de l’Irian occidental. Bunker a proposé que les Pays-Bas soumettent l’Irian occidental à l’Indonésie par l’intermédiaire des Nations unies dans un délai de 2 ans.

### Économie
Le 27 décembre 1958, le Président Sukarno a promulgué la Loi n° 86 de 1958 concernant la nationalisation de toutes les sociétés néerlandaises en Indonésie. Les entreprises nationalisées comprenaient :
- Sociétés de plantation
- Nederlandsche Handel-Maatschappij
- Compagnies d’électricité
- Compagnies pétrolières
- L’hôpital (CBZ) devient RSCM

Alors que d’autres politiques ont été mises en œuvre, notamment :
- Déplacement du marché indonésien des enchères de tabac à Brême, en Allemagne de l’Ouest
- Grève des travailleurs néerlandais en Indonésie
- Interdiction à KLM (une compagnie aérienne néerlandaise) d’entrer dans l’espace aérien indonésien
- Interdiction de projection de films néerlandais

### Stratégie générale
Conformément à l’évolution de la situation à Trikora, le commandant en chef de la plus haute autorité de libération de l’Irian occidental n° 1 a donné des instructions au général de division Suharto, général commandant du commandement du Mandala, qui étaient les suivantes :
- Planifier, préparer et mener des opérations militaires dans le but d’unifier la Papouasie occidentale en tant que partie du territoire de l’Indonésie.
- Développer la situation en Papouasie occidentale conformément à la lutte dans le domaine de la diplomatie et dans les plus brefs délais dans cette région en créant de facto des régions de contrôle indonésien.

Les stratégies élaborées par le CGMC pour mettre en œuvre ces instructions comprenaient les suivantes :
- Infiltration (jusqu’à la fin de 1962), à savoir en déployant des unités d’infanterie autour de certaines cibles pour créer une zone libre forte de facto résistante à la destruction par l’ennemi et pour développer le contrôle territorial en unifiant la population locale.
- Exploitation (début 1963), à savoir mener une attaque ouverte contre les forces ennemies et occuper tous les postes de défense ennemis importants.
- Consolidation (début 1964), notamment en démontrant le pouvoir et la souveraineté absolue de la République d’Indonésie dans toute la Papouasie occidentale.

## Opérations militaires indonésiennes

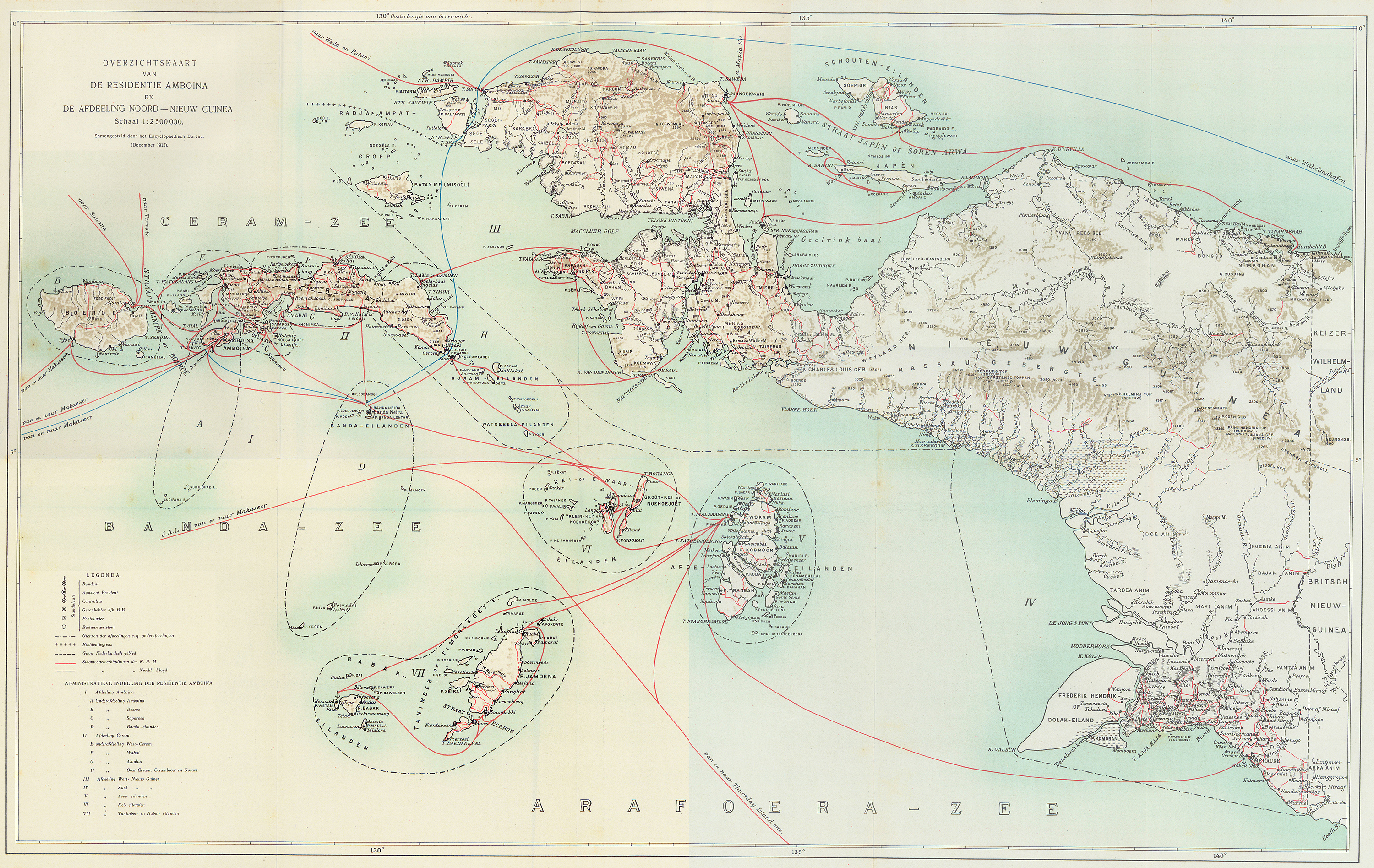
Le territoire contesté de la Nouvelle-Guinée occidentale

En 1962, des incursions indonésiennes dans le territoire, sous la forme de largages de parachutistes et de débarquements navals de guérilleros, ont été utilisées pour intensifier la confrontation diplomatique du ministre indonésien des Affaires étrangères Subandrio avec les Néerlandais. L’opération Trikora devait se dérouler en trois phases : l’infiltration, l’exploitation et la consolidation, le tout sous le couvert de l’armée de l’air indonésienne. Le plan prévoyait d’abord l’insertion de petits groupes de troupes indonésiennes par mer et par parachutage, qui éloigneraient ensuite les forces néerlandaises des zones où la phase d’exploitation organiserait des débarquements amphibies à grande échelle et des opérations parachutistes pour s’emparer d’endroits clés. La phase de consolidation étendrait alors le contrôle indonésien sur l’ensemble de la Nouvelle-Guinée occidentale.
Le 15 janvier 1962, la phase d’infiltration de l’opération Trikora a commencé lorsque quatre torpilleurs à moteur de la marine indonésienne ont tenté de débarquer une unité de 150 marines sur la côte sud de la Nouvelle-Guinée, près de Vlakke Hoek. La force a été détectée par un avion néerlandais Lockheed P2V-7B Neptune et les bateaux indonésiens ont été interceptés par trois destroyers néerlandais. Au cours de la bataille de la mer d'Arafura qui a suivi, un bateau indonésien a été coulé et deux autres ont été gravement endommagés et forcés de battre en retraite. Ainsi, ce débarquement amphibie indonésien planifié s’est terminé de manière désastreuse avec de nombreux membres d’équipage et marines tués, parmi lesquels le commodore Yos Sudarso, chef adjoint de l’état-major de la marine indonésienne. Quelque 55 survivants ont été capturés. Au cours des huit mois suivants, les forces indonésiennes ont réussi à insérer 562 soldats par mer et 1 154 par largage aérien. Les troupes indonésiennes insérées ont mené des opérations de guérilla dans toute la Nouvelle-Guinée occidentale à partir d’avril 1962, mais elles étaient largement inefficaces militairement. Au moins 94 soldats indonésiens ont été tués et 73 ont été blessés pendant les hostilités. En revanche, les Hollandais n’ont subi que des pertes minimes,.
L’activité militaire indonésienne a continué d’augmenter dans la région jusqu’au milieu de 1962 en préparation de la deuxième phase de l’opération. L’armée de l’air indonésienne a commencé à effectuer des missions dans la région à partir de bases situées sur les îles environnantes, avec des bombardiers Tupolev Tu-16 fournis par les Soviétiques armés de missiles anti-navires KS-1 Komet déployés en prévision d’une attaque contre le HNLMS Karel Doorman,.
À l’été 1962, l’armée indonésienne avait commencé à planifier un assaut amphibie et aérien à grande échelle contre Biak, la principale base électrique des Pays-Bas dans l’ouest de l’Irian. Cette opération aurait été connue sous le nom d’opération Jayawijaya (« Victoire sur l’impérialisme ») et aurait inclus une force opérationnelle substantielle de 60 navires, dont plusieurs avaient été fournis par les alliés de Soekarno soviétiques et du bloc de l’Est,. Les 13 et 14 août 1962, des largages aériens des troupes indonésiennes ont été organisés de Sorong au nord-ouest à Merauke dans le sud-est comme une diversion pour un assaut amphibie contre la base militaire néerlandaise de Biak par une force de 7 000 parachutistes de l’armée (RPKAD) et de l’armée de l’air (Kopasgat), 4 500 marines et 13 000 militaires de l’armée, de divers districts militaires (KODAMs). Cependant, la section de renseignement d'origine électromagnétique Marid 6 Pays-Bas Nouvelle-Guinée (Marid 6 NNG) de la marine royale néerlandaise et les avions Neptune ont détecté la force d’invasion et alerté leur commandement,
Selon Wies Platje, la Marine royale néerlandaise était responsable de la défense de la Nouvelle-Guinée occidentale. En 1962, la présence navale néerlandaise en Nouvelle-Guinée se composait de cinq destroyers anti-sous-marins, deux frégates, trois sous-marins, un navire d’arpentage, un navire ravitailleur et deux pétroliers. La puissance aérienne néerlandaise en Nouvelle-Guinée occidentale se composait de onze avions Lockheed P2V-7B Neptune de la Marine royale néerlandaise et de 24 chasseurs à réaction Hawker Hunter de l'Armée de l'air royale néerlandaise. En outre, les forces terrestres néerlandaises se composaient de plusieurs unités d’artillerie antiaérienne, de cinq compagnies du Corps royal des Marines néerlandais et de trois bataillons d’infanterie de l’armée royale néerlandaise. Dans le cadre de la défense prévue, les Néerlandais avaient envisagé d’utiliser Marid 6 NNG pour perturber les systèmes de communication de l’armée indonésienne.

### Infiltration du Poste 101 Hanggodo
Le 23 mars 1962, l’infiltration a commencé à utiliser 3 bateaux, dont un motorisé, transportant le PG 600. Le PG 600 était dirigé par Maksum avec Ki R/XV sous la direction du lieutenant Nussy. Ils ont voyagé d’Ujir et Karwai à S. Jera. Une unité composée de 24 membres sous la direction d’Octavianus Marani a pu atterrir, bien que la force mère ait été forcée de revenir parce qu’elle a été repérée par un avion Neptune. Ils peuvent revenir, sauf 7 membres à bord du navire « Ho Sing Sang » qui a été détruit par les forces néerlandaises et présumé perdu entre la baie de l’Etna et les îles Watu Belah.

### Infiltration du poste 102 Kapi Jembawan
Les unités envoyées à partir de ce poste, ont été chargées de recueillir des renseignements. Il y a eu 5 tentatives infructueuses bien que le 13 mai 1962 une unité composée de 20 personnes de Brimob ait pu arriver bien que rapidement capturée par la marine néerlandaise avant qu’elles ne puissent atterrir. Le 7 août 1962, 63 personnes se composaient de 53 de Brimob et 10 volontaires ont réussi à atterrir à Rumbati près de Patipi, Fakfak.

### Infiltration du Poste 103 Hanilo
Le 18 mars 1962 à 15 h 15 de ce poste, sur l’île de Gebe, le PG 300 se composait de 2 pelotons et de la compagnie de commandement 191261, sous la direction du lieutenant Nana, qui tentait une infiltration à Waigeo. Ils ont été repérés par un avion de reconnaissance néerlandais et ont donc été contraints d’atterrir sur l’île de Gag, à l’ouest de Waigeo. Le PG 300 fut isolé et attaqué par les forces néerlandaises. Le 25 mars 1962, des avions des forces aériennes indonésiennes se sont engagés avec un navire de la marine néerlandaise, ce qui a entraîné l’incendie du navire. Le 26 mars 1962, les forces néerlandaises débarquent sur l’île de Gag. Les combats des deux forces ont duré un mois. Le 15 avril 1962, les forces néerlandaises ont commencé une autre opération de balayage sur l’île, mais certaines forces du PG 300 ont pu se déplacer vers l’intérieur et vers d’autres zones côtières. Environ 29 habitants de l’île Gag se sont joints aux forces du PG 300.
Le 20 avril 1962, 2 pelotons 191260 du PG 300 sous le commandement du sergent-major Boy Thomas ont voyagé de l’île Yu à Tanjung Dalpele sur Waigeo. Ils ont été repérés par un avion de reconnaissance néerlandais, et se sont donc réfugiés sur l’île de Bala-Bala pendant 2 heures avant d’atterrir en toute sécurité à Tanjung Dalpele.
Le 15 juillet 1962, le PG 500 sous le commandement de Jonkey Robert Komontoy, se composait de 87 personnes voyageant de l’île de Gebe à Waigeo. À Waigeo, ils ont rencontré les forces de Herlina Kasim, qui était une unité sous faux drapeau. Ces deux forces se sont jointes et entrent dans la baie d’Arugu, au nord-ouest de Sorong. Le PG 500 entre à Sausapor le 17 juillet 1962. L’infiltration réussie précédente a été commencée par le PG 400 composé de 200 personnes. Ce mouvement de groupe a été couvert par les forces de Herlina Kasim le 12 août 1962. À Waigeo, les soldats indonésiens n’ont pas été confrontés aux combats des forces néerlandaises car ils visitent rarement l’île.

### Infiltration du Poste Wahal
Après l’infiltration ratée du poste 101, le 9 août 1962, le Raider Corps Kodam XV sous la direction du lieutenant Nussy débarqua à Misool. Une autre force de Wahal le 11 août 1962 composée de 46 membres a été forcée de revenir après avoir rencontré un destroyer de la marine néerlandaise. Cependant, après des escortes de 5 torpilleurs motorisés (VTT), ils ont pu atterrir le 12 août 1962. Ces 5 VTT étaient engagés avec les forces néerlandaises composées de 1 frégate, 1 destroyer, 1 sous-marin et 1 Neptune, mais ont réussi à revenir en toute sécurité.

### Opération Banteng
Cette opération a été réalisée par des parachutistes du PGT et RPKAD avec Kaimana et Fakfak pour cibles. Sur la base de ces deux objectifs, cette opération consistait en deux opérations :
Opération Banteng Putih, sous la direction du major (air) Nayoan, avec Fakfak pour cible. Cette unité se composait de 40 membres, dirigés par Lettu Agus Hernoto. Le largage a eu lieu le 26 avril 1962, à 04 h 00 en utilisant 3 avions Dakota.
Opération Banteng Merah, sous la direction du capitaine (air) Santoso, avec Kaimana pour cible, Cette unité se composait de 39 membres, dirigés par Lettu Heru Sinodo. Le largage a eu lieu le 26 mai 1962, à 05 h 00 en utilisant 3 avions Dakota.

### Opération Garuda
Deux bataillons Raiders Yon 454/Diponegoro et des membres de PGT se sont joints à cette opération. Cette force a été divisée en deux :
Garuda Merah, composé de 140 membres dirigés par le capitaine Kartawi avec pour cible Fakfak. Le premier largage a eu lieu le 15 mai 1962, composé de 40 personnes. Le deuxième largage a eu lieu le 16 mai 1962, composé de 38 personnes.
Garuda Putih, composé de 122 membres dirigés par Lettu Idris avec pour cible Kaimana. Le premier largage a eu lieu le 15 mai 1962, composé de 27 personnes. Sur ce largage, un avion Dakota a été abattu sur le chemin du retour. En conséquence, lors du deuxième largage, cette opération a utilisé un avion Hercules plus grand. Le 19 mai 1962 à 04 h 00, le deuxième largage était composé de 79 personnes. Le 26 mai 1962, le troisième largage se composait de 68 personnes.

### Opération Serigala
Les unités de cette opération étaient composées de membres de PGT avec pour cible la région de Sorong et ses environs. Cette opération est divisée en deux phases.
Le 17 mai 1962, avec un avion Dakota, un largage a été effectué sur Teminabuan composé de 39 personnes sous la direction du lieutenant (air) Manuhua. Ils ont atterri dans des dortoirs militaires néerlandais, les combats ont commencé immédiatement et duré pendant plusieurs jours avant que les forces indonésiennes ne parviennent à prendre le contrôle le 21 mai 1962 et à hisser le drapeau indonésien sur le complexe.
Le 19 mai 1962, avec un avion Hercules, un largage a été effectué sur Sansapor avec des forces composées de 81 personnes sous la direction du deuxième lieutenant Suhadi. Ils ont débarqué sur des dortoirs militaires néerlandais, les combats se sont terminés rapidement, car les forces néerlandaises ont subi une perte de moral.

### Opération Naga
Une opération parachutiste réussie a eu lieu le 24 juin 1962, avec pour cible Merauke en utilisant 3 avions Hercules. Cette opération comprenait 55 membres des forces spéciales et 160 membres du bataillon 530/Brawijaya sous le commandement du major Leonardus Benjamin Moerdani. Une opération de guérilla modérément réussie par ces forces a obligé les Hollandais à envoyer des renforts pour renforcer les forces de Merauke de deux corps à deux bataillons.

### Opération Badar Lumut et Badar Besi
L’opération Badar Lumut a été entraînée à Tual (poste 101) avec des forces du bataillon 521/Brawijaya. Ils devaient atterrir sur Kaimana, mais l’opération n’a pas été lancée en raison de l’intensité plus élevée des patrouilles néerlandaises sur la côte.
L’opération Badar Besi a été planifiée en conjonction avec les forces du bataillon 515/Brawijaya, bien que la même chose avec l’opération précédente n’ait pas encore débuté.

### Opération Lumba-Lumba
Cette opération d’infiltration était prévue en utilisant 3 sous-marins pour débarquer 45 militaires sous la direction du premier lieutenant Dolf Latumahina dans les régions entourant Jayapura. Dans cette opération, un sous-marin a réussi à faire atterrir des forces à Tanah Merah. Les deux autres sous-marins n’ont pas réussi à débarquer des forces avant l’arrêt de l’opération, après la cessation des hostilités. Tous les sous-marins ont réussi à rentrer en toute sécurité à la base. Les infiltrés réussirent à entrer en contact avec Marthen Indey et Elly Uyo.

### Opération Lumbung
Cette opération était destinée à ravitailler les forces d’infiltration qui ont réussi à débarquer en Nouvelle-Guinée.

## Conséquences
Le 15 août 1962, les Pays-Bas reconnaissent la détermination de l’Indonésie à prendre la Nouvelle-Guinée occidentale. Comme il ne voulait pas être entraîné dans un conflit prolongé à l’autre bout du monde, le gouvernement néerlandais a signé l’accord de New York, qui a remis la colonie à une administration intérimaire des Nations unies. En conséquence, l’opération Jayawijaya a été annulée et la Nouvelle-Guinée occidentale a été officiellement acquise par l’Indonésie en 1963. La décision néerlandaise de céder la Nouvelle-Guinée occidentale à l’Indonésie avait été influencée par son principal allié, les États-Unis. Alors que les Pays-Bas étaient membres de l’Organisation du traité de l’Atlantique nord (OTAN) et donc un allié des Américains, l’administration Kennedy n’était pas disposée à contrarier l’Indonésie car elle tentait de courtiser le président Sukarno loin de l’orbite soviétique. Les incursions de l’armée indonésienne dans l’Ouest de l’Irian, ainsi que l’aide militaire soviétique substantielle à l’armée indonésienne, avaient convaincu le gouvernement des États-Unis de faire pression sur les Néerlandais pour qu’ils cherchent une solution pacifique au conflit.
L’accord de New York est le résultat de négociations menées par le diplomate américain Ellsworth Bunker. Pour sauver la face des Néerlandais, Bunker a organisé un cessez-le-feu néerlando-indonésien qui serait suivi de la rétrocession de la Nouvelle-Guinée occidentale le 1er octobre 1962 à une autorité exécutive temporaire des Nations unies (UNTEA). Le 1er mai 1963, l’Indonésie a officiellement annexé la Nouvelle-Guinée occidentale. Dans le cadre de l’Accord de New York, il était stipulé qu’un plébiscite populaire, appelé Acte de libre choix, aurait lieu en 1969 pour déterminer si les Papous occidentaux choisiraient de rester en Indonésie ou de rechercher l’autodétermination. Cependant, les efforts américains pour gagner Sukarno se sont avérés vains et l’Indonésie a tourné son attention vers l’ancienne colonie britannique de Malaisie, ce qui a entraîné la confrontation entre l'Indonésie et la Malaisie. En fin de compte, le président Sukarno a été renversé lors du coup d'État indonésien en 1965 et a été remplacé par le pro-occidental Suharto,. La société minière américaine Freeport-McMoRan a commencé à exploiter les gisements de cuivre et d’or de l’ouest de la Nouvelle-Guinée.
À la suite du plébiscite de l’Acte de libre choix de 1969, l’Irian occidental a été officiellement intégré à la République d’Indonésie. Alors que plusieurs observateurs internationaux, dont des journalistes et des diplomates, ont critiqué le référendum comme étant truqué, les États-Unis et l’Australie ont soutenu les efforts de l’Indonésie pour faire accepter par les Nations unies le vote pro-intégration. Au total, 84 États membres ont voté en faveur de l’acceptation du résultat par les Nations unies, et 30 autres se sont abstenus. En raison des efforts des Pays-Bas pour promouvoir une identité nationale de Papouasie occidentale, un nombre important de Papous occidentaux ont refusé d’accepter l’intégration du territoire à l’Indonésie. Ceux-ci ont formé le mouvement séparatiste Organisasi Papua Merdeka (Mouvement pour la Papouasie libre) et ont mené une insurrection contre les autorités indonésiennes, qui se poursuit encore aujourd’hui,.

## Postérité
De nombreux monuments et lieux sont dédiés au commandement de Trikora, puis à l’opération elle-même. De nombreux monuments ont été construits, notamment les deux monuments de Jakarta (West Irian Liberation Monument dans le centre de Jakarta et Trikora Monument à l’intérieur du siège de TNI à East Jakarta), Mandala Command for West Irian Liberation Monument à Makassar, Sulawesi du Sud, et Jayawijaya Monument à Banggai Islands Regency, Central Sulawesi, ainsi que les monuments de Trikora à Bitung, Sulawesi du Nord, Régence de Morotai, Moluques du Nord et Ambon, Moluques. Les parachutistes impliqués dans l’opération Trikora ont également été commémorés dans des monuments, tels qu’une statue à Teminabuan, dans la régence de Sorong du Sud et la régence de Fakfak, en Papouasie occidentale, ainsi que la statue de L.B. Moerdani en tant que parachutiste dans la régence de Merauke, en Papouasie.
Une courte rue principale située au nord du nord d’Alun-alun à Yogyakarta, région spéciale de Yogyakarta est précédemment nommée Jalan Trikora (rue Trikora) avant d’être renommée en Jalan Pangurakan. D’autres routes dans plusieurs villes indonésiennes, en particulier en Papouasie et en Papouasie occidentale, portent également le nom de l’opération. Un autre endroit nommé d’après l’opération est Trikora Peak dans les hautes terres de Papouasie.